# Голенищев-Кутузов, Илларион Матвеевич
Илларион Матвеевич Голенищев-Кутузов (1717—1784) — русский генерал-поручик (1770) и сенатор из рода Голенищевых-Кутузовых, отец фельдмаршала Михаила Кутузова. Сын Матвея Ивановича Голенищева-Кутузова.

## Биография
Илларион Матвеевич Кутузов начал службу при Петре Великом; окончив в 1737 году Военную инженерную школу, он не менее тридцати лет прослужил в инженерных войсках. За ум и способности его называли «разумною книгою». Под его руководством в 1743—1745 годах проводились геодезические изыскания на предмет изменения старых границ Ишимской укреплённой линии 1737 года, по итогам этой работы он предложил свой проект обустройства этой линии, частично реализованный в последующих годах. При императрице Елизавете Петровне он составил проект проведения Екатерининского канала для предотвращения гибельных последствий разливов реки Невы. Проект этот был приведён в исполнение при императрице Екатерине Великой, причём Кутузову была пожалована золотая табакерка, осыпанная бриллиантами. Был лично известен Екатерине уже в начале её царствования. 3 февраля 1765 года награждён орденом Св. Анны.
Участвовал в русско-турецкой войне 1768—1774 годов, в армии графа Румянцева — начальник инженерных и минёрных команд (1769—1770); считался «весьма сведущим, не только в военных делах, но и в гражданских».
В 1779—1781 годах — Псковский губернский предводитель дворянства.
Похоронен в церкви Воскресения Христова погоста Теребени (ныне — в Опочецком районе Псковской области).

## Семья

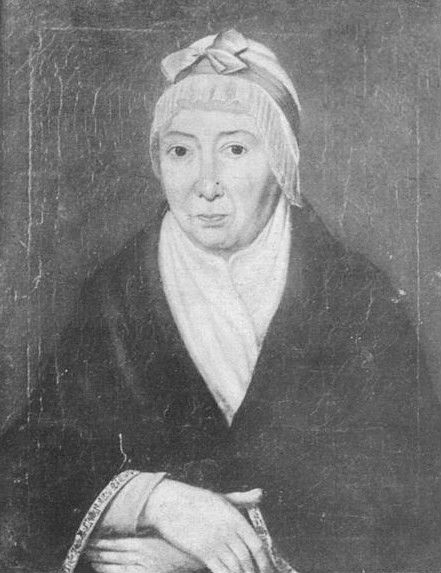
Мать фельдмаршала

От брака его с Беклемишевой (по иным сведениям, с Беклешевой или Бедринской) родился единственный его сын Михаил, впоследствии князь.
Некоторые исследования позволяют предположить, что у Иллариона Матвеевича было два сына. Второго звали Семёном. Он дослужился до майора, а затем «майор Кутузов с прошлого 793 года находится за повреждением ума под опекой…». В письме своей супруге от 10 (22) марта 1804 года Михаил Кутузов писал:
«10 марта, Горошки… С государем кажется нет недоразумения об моем отпуске, для того, что я ему при прощаньи доложил, что не знаю как скоро нужды исправлю.
Забыл тебе сказать, что я дорогою заезжал к брату Се: Лар: и, по несчастию, нашел его, кроме что тих, в прежнем состоянии; много очень говорил о трубе и просил меня от этого несчастия его избавить, и рассердился, когда ему стал говорить, что этакой трубы нету. Я по экономии в хлопотах. Хлеб прошлого года не родился и в некоторых деревнях выдох скот; а это надобно поправлять деньгами…»